# Bistum Kotido
Das Bistum Kotido (lat.: Dioecesis Kotidoensis) ist eine in Uganda gelegene römisch-katholische Diözese mit Sitz in Kotido.

## Geschichte
Das Bistum Kotido wurde am 20. Mai 1991 durch Papst Johannes Paul II. mit der Apostolischen Konstitution Florem Africanae aus Gebietsabtretungen des Bistums Moroto errichtet. Es ist dem Erzbistum Tororo als Suffraganbistum unterstellt.

## Bischöfe von Kotido
- Denis Kiwanuka Lote, 1991–2007, dann Erzbischof von Tororo
- Giuseppe Filippi MCCJ, 2009–2022
- Dominic Eibu MCCJ, seit 2022